# 크리스토퍼 톨킨
크리스토퍼 존 로얼 톨킨(Christopher John Reuel Tolkien, 1924년 11월 21일 ~ 2020년 1월 16일), 줄여서 크리스토퍼 톨킨(Christopher Tolkien)은 가운데땅 이야기, 《반지의 제왕》, 《호빗》 등 판타지 소설을 쓴 J. R. R. 톨킨의 셋째 아들로, 톨킨 가문에 속해 있다. 영어 및 프랑스어 학술 편집자이며, J. R. R. 톨킨이 생전에 출판하지 못했던 《실마릴리온》, 《후린의 아이들》, 《끝나지 않은 이야기》등 여러 가지 책을 엮어 출판했다. 1924년에 태어나, 2020년에 사망하였고, 그의 아들인 사이먼 톨킨도 작가로 활동 중이다.

## 생전
1924년 11월 21일에 J. R. R. 톨킨의 4명의 자녀 중 셋째이자 막내아들이었다. 그는 1943년 중반에 왕립 공군에 입대하여, 비행 훈련을 위해 남아프리카로 파견되었고, 비행 훈련을 무사히 마쳤다.
그리고 그는 1945년 1월 27일 영국 공군 자원 봉사자 예비군의 일반 업무 분과에 집행 유예 긴급 시범 장교로 임명되었고, 번호 193121을 받았다. 또한 그는 1945년 6월 28일 영국 해군 자원 봉사자 예비군으로 이전하기 전에 잠시 RAF 조종사로 근무했으며, 그의 위임장은 확인되었고 1945년 7월 27일 비행 장교로 승진했다고 발표되었다.
은퇴한 후에는 2번째 부인과 프랑스에 살다가 2020년 1월 16일에 96세의 나이로 사망하였다.

## 행적
그는 10대 시절부터 J. R. R. 톨킨의 호빗을 들으며 반지의 제왕에 대해 많은 이야기를 남겼으며, 아버지의 소설에 대하여 비판적인 태도를 보였다. 또한 그는 1970년대 후반 그는 J.R.R. 톨킨의 소설의 글자를 명확히 하고, 가운데땅의 지도를 다시 그렸다. 그리고 아버지가 죽기 전에 쓰지 못한 자료들을 묶어서 출판하였다. 대표적으로 실마릴리온은 원래 반지의 제왕과 같이 출판되려고 했지만, 불완전하였다. J. R. R. 톨킨은 그를 "주요 비평가이자 협력자"라고 불렀으며, 유언장에서 그를 문학 집행자로 지목하였다. 또한 그는 가이 가브리엘 케이의 도움으로 실마릴리온을 출판하였다.
그는 1983년부터 1996년까지 가운데땅의 역사를 출판하였으며, 2007년 4월 J. R. R. 톨킨이 생전에 출판하지 못한, 상대적으로 1951년과 1957년 사이에 완전한 무대에 올린 후린의 아이들까지 출판하였다. 이것은 그의 아버지의 초기 이야기 중 하나였으며, 여러개의 버전이 있다. 첫 번째 버전은 1918년에 출판한 책이다. 후린의 아이들은 실마릴리온과 가운데땅의 역사의 출처와 다른 출처들을 종합해 출판하였다. 후린의 아이들은 베렌과 루시엔의 작업으로 2017년에 독립된 책으로 출판되었다. 그리고 곤돌린의 몰락은 편집으로 출간되었다. 또한 그는 가운데땅과 관련이 없는 책들을 출판하기도 하였다.
그는 옥스포드 대학에서 영문학 박사학위를 받고 J. R. R. 톨킨의 뒤를 이어 1964년부터 1975년까지 교수로 옥스퍼드 대학 뉴칼리지에서 영어 강사이자 교사가 되었다. 또한 크리스토퍼 톨킨은 2016년에는 보들리 메달을 받았다.
또한 그는 피터 잭슨의 반지의 제왕 삼부작에 대해 매우 혹평했다고 한다.